# Campionati del mondo di atletica leggera 2005 - Salto in lungo maschile
La gara di salto in lungo maschile dei Campionati del mondo di atletica leggera di Helsinki 2005 si è disputata nelle giornate del 12 agosto (qualificazioni) e 13 agosto (finale).

## Podio
| Posizione | Atleta           | Paese       |
| --------- | ---------------- | ----------- |
| Oro       | Dwight Phillips  | Stati Uniti |
| Argento   | Ignisious Gaisah | Ghana       |
| Bronzo    | Tommi Evilä      | Finlandia   |

## Qualificazioni

### Gruppo A
1. Godfrey Khotso Mokoena,  Sudafrica 8,22 m Q
2. Salim Sdiri,  Francia 8,18 m Q
3. Vitaliy Shkurlatov,  Russia 7,95 m q
4. Christopher Tomlinson,  Regno Unito 7,83 m
5. Ibrahim Camejo,  Cuba 7,78 m
6. Miguel Pate,  Stati Uniti 7,70 m
7. Jonathan Chimier,  Mauritius 7,65 m
8. Povilas Mykolaitis,  Lituania 7,64 m
9. Walter Davis,  Stati Uniti 7,42 m
10. Yahya Berrabah,  Marocco 7,33 m
  - Morten Jensen,  Danimarca nm
  - Leevan Sands,  Bulgaria nm
  - Jadel Gregório,  Brasile dns

### Gruppo B
1. Dwight Phillips,  Stati Uniti 8,59 m Q
2. Tommi Evilä,  Finlandia 8,18 m Q
3. James Beckford,  Giamaica 8,13 m Q
4. Issam Nima,  Algeria 8,13 m Q
5. Ignisious Gaisah,  Ghana 8,11 m Q
6. Joan Lino Martínez,  Spagna 8,10 m Q
7. Irving Saladino,  Panama 7,98 m q
8. Volodymyr Zyuskov,  Ucraina 7,97 m q
9. Nils Winter,  Germania 7,91 m q
10. Brian Johnson,  Stati Uniti 7,91 m
11. Shinichi Terano,  Giappone 7,27 m
12. Eroni Tuivanuavou,  Figi 7,17 m 
  - Iván Pedroso,  Cuba nm
  - Bogdan Tarus,  Romania nm

## Finale
| Posizione | Nome                   | Nazione     | Tentativi | Tentativi | Tentativi | Tentativi | Tentativi | Tentativi | Misura (m) | Note                                     |
| Posizione | Nome                   | Nazione     | 1         | 2         | 3         | 4         | 5         | 6         | Misura (m) | Note                                     |
| --------- | ---------------------- | ----------- | --------- | --------- | --------- | --------- | --------- | --------- | ---------- | ---------------------------------------- |
| 1         | Dwight Phillips        | Stati Uniti | 8,60      | X         | X         | X         | X         | X         | 8,60 m     | Miglior prestazione personale stagionale |
| 2         | Ignisious Gaisah       | Ghana       | 7,76      | 8,11      | 8,34      | 8,17      | 8,05      | —         | 8,34 m     | Record nazionale                         |
| 3         | Tommi Evilä            | Finlandia   | X         | X         | 8,16      | 8,12      | 8,25      | X         | 8,25 m     |                                          |
| 4         | Joan Lino Martínez     | Spagna      | 7,85      | 8,13      | 8,04      | 8,24      | X         | 7,98      | 8,24 m     |                                          |
| 5         | Salim Sdiri            | Francia     | 8,20      | 8,07      | 7,96      | 7,97      | X         | 8,21      | 8,21 m     |                                          |
| 6         | Irving Saladino        | Panama      | 8,00      | 7,91      | 8,06      | 8,00      | 8,20      | 8,12      | 8,20 m     |                                          |
| 7         | Godfrey Khotso Mokoena | Sudafrica   | 8,01      | 8,06      | 8,11      | 8,06      | 6,79      | X         | 8,11 m     |                                          |
| 8         | Volodymyr Zyuskov      | Ucraina     | 7,56      | 8,06      | X         | 8,01      | X         | X         | 8,06 m     |                                          |
| 9         | James Beckford         | Giamaica    | X         | 8,02      | 7,93      |           |           |           | 8,02 m     |                                          |
| 10        | Vitaliy Shkurlatov     | Russia      | X         | 7,88      | 7,66      |           |           |           | 7,88 m     |                                          |
| 11        | Issam Nima             | Algeria     | 7,61      | 7,73      | 7,42      |           |           |           | 7,73 m     |                                          |
| 12        | Nils Winter            | Germania    | X         | X         | 7,72      |           |           |           | 7,72 m     |                                          |